# کوین زرولی
کوین زرولی (انگلیسی: Kevin Zeroli؛ زادهٔ ۱۱ ژانویهٔ ۲۰۰۵) بازیکن فوتبال اهل ایتالیا است که در حال حاضر برای باشگاه فوتبال آ.ث. میلان بازی می‌کند.
وی همچنین در تیم ملی فوتبال زیر ۱۹ سال ایتالیا بازی کرده‌است.

## دوران باشگاهی او
زرولی محصول جوانان باشگاه دوران کودکی خود آ.ث. میلان است که در سن ۵ سالگی به آنها پیوست. او در ژوئن ۲۰۲۳ تا سال ۲۰۲۷ قراردادی حرفه ای با آ.ث. میلان امضا کرد. او به عنوان کاپیتان تیم زیر ۱۹ سال آنها برای فصل ۲۰۲۳–۲۴ به میدان رفت. او اولین بازی بزرگسالان و حرفه ای خود را به عنوان بازیکن تعویضی برای آ.ث. میلان در جریان پیروزی خانگی ۱–۰ سری آ مقابل باشگاه فوتبال ساسولو در ۳۰ دسامبر ۲۰۲۳ انجام داد.

## دوران ملی
زرولی در ایتالیا از پدری ایتالیایی و مادری نیجریه‌ای متولد شد و دارای تابعیت دوگانه است.
او ملی پوش سطح جوان ایتالیا است و برای تیم ملی فوتبال زیر ۱۹ سال ایتالیا در مسابقات مقدماتی قهرمانی زیر ۱۹ سال اروپا ۲۰۲۴ در نوامبر ۲۰۲۳ بازی کرده‌است.